# Кореком
„Кореком“ (съкратено от френски: Co(mptoir de) re(présentation et de) comm(erce) – Дирекция за представителство и търговия) е компания в София с верига от безмитни магазини, работещи със свободно конвертируема чужда валута в България от 60-те до 90-те години на XX век.

## История
Началото е положено от външнотърговското предприятие „Булет“, което създава веригата безмитни магазини за задоволяване на потребителското търсене на луксозни вносни стоки, като печели търсената свободно конвертируема валута. Те са наречени Corecom – съкращение от френското словосъчетание Comptoir de Representation Commerciale (кантора за търговско представителство). След преобразуването на „Булет“ във външнотърговското предприятие „Интеркомерс“ така се нарича и дирекцията, която се обособява като отделно външнотърговско предприятие през 1964 г.
„Кореком“ е създаден по модела на съветските магазини „Торгсин“ от 30-те години с цел режимът да придобие попаднала в населението конвертируема валута срещу дефицитни стоки. По същото време подобни магазини със същата цел се създават и в други източноевропейски страни – „Тузекс“ в Чехословакия, „Интершоп“ в Източна Германия, „Берьозка“ в Съветския съюз, „Певекс“ в Полша.
В края на 80-те и особено в началото на 90-те години се нарояват редица безмитни магазини, чиято дейност се налага да се регламентира в средата на 1990 г., като те остават да съществуват само по граничните контролно-пропускателни пунктове – тоест на границите и по международните летища на страната.

## Описание
Стоките, които се продават в магазините, по правило не се обмитяват и често са по-евтини, отколкото на Запад. Те не се намират на вътрешния пазар: алкохоли, цигари (като скоч, уиски и цигари „Марлборо“), потребителска електронна техника (например видео и аудио апаратура), козметика, дрехи, списания, играчки и дори храна от типа на шоколадовите яйца „Киндер сюрприз“ (познати и като „корекомски яйца“ по онова време). Продават се и български стоки, предназначени за износ или дефицитни на вътрешния пазар, както и автомобили „Волга“.
Освен основни конвертируеми валути като американския долар, магазините на „Кореком“ приемат и обменни сертификати (бонове, поименни чекове), издадени от БНБ. Не всеки обаче безопасно може да пазарува в тях: макар че формално магазините са отворени за всички, всъщност всеки, който купува стоки, но няма позволение да притежава чужда валута, е заплашен от разследване от властите, тъй като по това време валутният режим в България не разрешава свободно притежание на чужда валута. Освен чужденците достъп до твърда валута имат само най-висшата номенклатура на БКП и ограничен кръг други лица, имащи право да пътуват или да работят в чужбина. Неофициалния „черен“ курс за обмен на долари е 3-4 лева за 1$ през 80-те.

## Аналози
На същия принцип работят вериги безмитни магазини в други социалистически страни – „Интершоп“ в ГДР, „Тузекс“ в Чехословакия, „Певекс“ в Полша, руската „Берьозка“ и украинската „Каштан“ в СССР.